# 1507
Portal Geschichte | Portal Biografien | Aktuelle Ereignisse | Jahreskalender | Tagesartikel

◄ |
15. Jahrhundert |
16. Jahrhundert
| 17. Jahrhundert | ►

◄ |
1470er |
1480er |
1490er |
1500er
| 1510er | 1520er | 1530er | ►

◄◄ |
◄ |
1503 |
1504 |
1505 |
1506 |
1507
| 1508 | 1509 | 1510 | 1511 | ► | ►►
Staatsoberhäupter  · Nekrolog · Kunstjahr · Literaturjahr · Musikjahr   · Wissenschaftsjahr
| Januar | Januar | Januar | Januar | Januar | Januar | Januar | Januar |
| Kw     | Mo     | Di     | Mi     | Do     | Fr     | Sa     | So     |
| ------ | ------ | ------ | ------ | ------ | ------ | ------ | ------ |
| 53     |        |        |        |        | 1      | 2      | 3      |
| 1      | 4      | 5      | 6      | 7      | 8      | 9      | 10     |
| 2      | 11     | 12     | 13     | 14     | 15     | 16     | 17     |
| 3      | 18     | 19     | 20     | 21     | 22     | 23     | 24     |
| 4      | 25     | 26     | 27     | 28     | 29     | 30     | 31     |

| Februar | Februar | Februar | Februar | Februar | Februar | Februar | Februar |
| Kw      | Mo      | Di      | Mi      | Do      | Fr      | Sa      | So      |
| ------- | ------- | ------- | ------- | ------- | ------- | ------- | ------- |
| 5       | 1       | 2       | 3       | 4       | 5       | 6       | 7       |
| 6       | 8       | 9       | 10      | 11      | 12      | 13      | 14      |
| 7       | 15      | 16      | 17      | 18      | 19      | 20      | 21      |
| 8       | 22      | 23      | 24      | 25      | 26      | 27      | 28      |

| März | März | März | März | März | März | März | März |
| Kw   | Mo   | Di   | Mi   | Do   | Fr   | Sa   | So   |
| ---- | ---- | ---- | ---- | ---- | ---- | ---- | ---- |
| 9    | 1    | 2    | 3    | 4    | 5    | 6    | 7    |
| 10   | 8    | 9    | 10   | 11   | 12   | 13   | 14   |
| 11   | 15   | 16   | 17   | 18   | 19   | 20   | 21   |
| 12   | 22   | 23   | 24   | 25   | 26   | 27   | 28   |
| 13   | 29   | 30   | 31   |      |      |      |      |

| April | April | April | April | April | April | April | April |
| Kw    | Mo    | Di    | Mi    | Do    | Fr    | Sa    | So    |
| ----- | ----- | ----- | ----- | ----- | ----- | ----- | ----- |
| 13    |       |       |       | 1     | 2     | 3     | 4     |
| 14    | 5     | 6     | 7     | 8     | 9     | 10    | 11    |
| 15    | 12    | 13    | 14    | 15    | 16    | 17    | 18    |
| 16    | 19    | 20    | 21    | 22    | 23    | 24    | 25    |
| 17    | 26    | 27    | 28    | 29    | 30    |       |       |

| Mai | Mai | Mai | Mai | Mai | Mai | Mai | Mai |
| Kw  | Mo  | Di  | Mi  | Do  | Fr  | Sa  | So  |
| --- | --- | --- | --- | --- | --- | --- | --- |
| 17  |     |     |     |     |     | 1   | 2   |
| 18  | 3   | 4   | 5   | 6   | 7   | 8   | 9   |
| 19  | 10  | 11  | 12  | 13  | 14  | 15  | 16  |
| 20  | 17  | 18  | 19  | 20  | 21  | 22  | 23  |
| 21  | 24  | 25  | 26  | 27  | 28  | 29  | 30  |
| 22  | 31  |     |     |     |     |     |     |

| Juni | Juni | Juni | Juni | Juni | Juni | Juni | Juni |
| Kw   | Mo   | Di   | Mi   | Do   | Fr   | Sa   | So   |
| ---- | ---- | ---- | ---- | ---- | ---- | ---- | ---- |
| 22   |      | 1    | 2    | 3    | 4    | 5    | 6    |
| 23   | 7    | 8    | 9    | 10   | 11   | 12   | 13   |
| 24   | 14   | 15   | 16   | 17   | 18   | 19   | 20   |
| 25   | 21   | 22   | 23   | 24   | 25   | 26   | 27   |
| 26   | 28   | 29   | 30   |      |      |      |      |

| Juli | Juli | Juli | Juli | Juli | Juli | Juli | Juli |
| Kw   | Mo   | Di   | Mi   | Do   | Fr   | Sa   | So   |
| ---- | ---- | ---- | ---- | ---- | ---- | ---- | ---- |
| 26   |      |      |      | 1    | 2    | 3    | 4    |
| 27   | 5    | 6    | 7    | 8    | 9    | 10   | 11   |
| 28   | 12   | 13   | 14   | 15   | 16   | 17   | 18   |
| 29   | 19   | 20   | 21   | 22   | 23   | 24   | 25   |
| 30   | 26   | 27   | 28   | 29   | 30   | 31   |      |

| August | August | August | August | August | August | August | August |
| Kw     | Mo     | Di     | Mi     | Do     | Fr     | Sa     | So     |
| ------ | ------ | ------ | ------ | ------ | ------ | ------ | ------ |
| 30     |        |        |        |        |        |        | 1      |
| 31     | 2      | 3      | 4      | 5      | 6      | 7      | 8      |
| 32     | 9      | 10     | 11     | 12     | 13     | 14     | 15     |
| 33     | 16     | 17     | 18     | 19     | 20     | 21     | 22     |
| 34     | 23     | 24     | 25     | 26     | 27     | 28     | 29     |
| 35     | 30     | 31     |        |        |        |        |        |

| September | September | September | September | September | September | September | September |
| Kw        | Mo        | Di        | Mi        | Do        | Fr        | Sa        | So        |
| --------- | --------- | --------- | --------- | --------- | --------- | --------- | --------- |
| 35        |           |           | 1         | 2         | 3         | 4         | 5         |
| 36        | 6         | 7         | 8         | 9         | 10        | 11        | 12        |
| 37        | 13        | 14        | 15        | 16        | 17        | 18        | 19        |
| 38        | 20        | 21        | 22        | 23        | 24        | 25        | 26        |
| 39        | 27        | 28        | 29        | 30        |           |           |           |

| Oktober | Oktober | Oktober | Oktober | Oktober | Oktober | Oktober | Oktober |
| Kw      | Mo      | Di      | Mi      | Do      | Fr      | Sa      | So      |
| ------- | ------- | ------- | ------- | ------- | ------- | ------- | ------- |
| 39      |         |         |         |         | 1       | 2       | 3       |
| 40      | 4       | 5       | 6       | 7       | 8       | 9       | 10      |
| 41      | 11      | 12      | 13      | 14      | 15      | 16      | 17      |
| 42      | 18      | 19      | 20      | 21      | 22      | 23      | 24      |
| 43      | 25      | 26      | 27      | 28      | 29      | 30      | 31      |

| November | November | November | November | November | November | November | November |
| Kw       | Mo       | Di       | Mi       | Do       | Fr       | Sa       | So       |
| -------- | -------- | -------- | -------- | -------- | -------- | -------- | -------- |
| 44       | 1        | 2        | 3        | 4        | 5        | 6        | 7        |
| 45       | 8        | 9        | 10       | 11       | 12       | 13       | 14       |
| 46       | 15       | 16       | 17       | 18       | 19       | 20       | 21       |
| 47       | 22       | 23       | 24       | 25       | 26       | 27       | 28       |
| 48       | 29       | 30       |          |          |          |          |          |

| Dezember | Dezember | Dezember | Dezember | Dezember | Dezember | Dezember | Dezember |
| Kw       | Mo       | Di       | Mi       | Do       | Fr       | Sa       | So       |
| -------- | -------- | -------- | -------- | -------- | -------- | -------- | -------- |
| 48       |          |          | 1        | 2        | 3        | 4        | 5        |
| 49       | 6        | 7        | 8        | 9        | 10       | 11       | 12       |
| 50       | 13       | 14       | 15       | 16       | 17       | 18       | 19       |
| 51       | 20       | 21       | 22       | 23       | 24       | 25       | 26       |
| 52       | 27       | 28       | 29       | 30       | 31       |          |          |

| Januar | Januar | Januar | Januar | Januar | Januar | Januar | Januar |
| Kw     | Mo     | Di     | Mi     | Do     | Fr     | Sa     | So     |
| ------ | ------ | ------ | ------ | ------ | ------ | ------ | ------ |
| 53     |        |        |        |        | 1      | 2      | 3      |
| 1      | 4      | 5      | 6      | 7      | 8      | 9      | 10     |
| 2      | 11     | 12     | 13     | 14     | 15     | 16     | 17     |
| 3      | 18     | 19     | 20     | 21     | 22     | 23     | 24     |
| 4      | 25     | 26     | 27     | 28     | 29     | 30     | 31     |

| Februar | Februar | Februar | Februar | Februar | Februar | Februar | Februar |
| Kw      | Mo      | Di      | Mi      | Do      | Fr      | Sa      | So      |
| ------- | ------- | ------- | ------- | ------- | ------- | ------- | ------- |
| 5       | 1       | 2       | 3       | 4       | 5       | 6       | 7       |
| 6       | 8       | 9       | 10      | 11      | 12      | 13      | 14      |
| 7       | 15      | 16      | 17      | 18      | 19      | 20      | 21      |
| 8       | 22      | 23      | 24      | 25      | 26      | 27      | 28      |

| März | März | März | März | März | März | März | März |
| Kw   | Mo   | Di   | Mi   | Do   | Fr   | Sa   | So   |
| ---- | ---- | ---- | ---- | ---- | ---- | ---- | ---- |
| 9    | 1    | 2    | 3    | 4    | 5    | 6    | 7    |
| 10   | 8    | 9    | 10   | 11   | 12   | 13   | 14   |
| 11   | 15   | 16   | 17   | 18   | 19   | 20   | 21   |
| 12   | 22   | 23   | 24   | 25   | 26   | 27   | 28   |
| 13   | 29   | 30   | 31   |      |      |      |      |

| April | April | April | April | April | April | April | April |
| Kw    | Mo    | Di    | Mi    | Do    | Fr    | Sa    | So    |
| ----- | ----- | ----- | ----- | ----- | ----- | ----- | ----- |
| 13    |       |       |       | 1     | 2     | 3     | 4     |
| 14    | 5     | 6     | 7     | 8     | 9     | 10    | 11    |
| 15    | 12    | 13    | 14    | 15    | 16    | 17    | 18    |
| 16    | 19    | 20    | 21    | 22    | 23    | 24    | 25    |
| 17    | 26    | 27    | 28    | 29    | 30    |       |       |

| Mai | Mai | Mai | Mai | Mai | Mai | Mai | Mai |
| Kw  | Mo  | Di  | Mi  | Do  | Fr  | Sa  | So  |
| --- | --- | --- | --- | --- | --- | --- | --- |
| 17  |     |     |     |     |     | 1   | 2   |
| 18  | 3   | 4   | 5   | 6   | 7   | 8   | 9   |
| 19  | 10  | 11  | 12  | 13  | 14  | 15  | 16  |
| 20  | 17  | 18  | 19  | 20  | 21  | 22  | 23  |
| 21  | 24  | 25  | 26  | 27  | 28  | 29  | 30  |
| 22  | 31  |     |     |     |     |     |     |

| Juni | Juni | Juni | Juni | Juni | Juni | Juni | Juni |
| Kw   | Mo   | Di   | Mi   | Do   | Fr   | Sa   | So   |
| ---- | ---- | ---- | ---- | ---- | ---- | ---- | ---- |
| 22   |      | 1    | 2    | 3    | 4    | 5    | 6    |
| 23   | 7    | 8    | 9    | 10   | 11   | 12   | 13   |
| 24   | 14   | 15   | 16   | 17   | 18   | 19   | 20   |
| 25   | 21   | 22   | 23   | 24   | 25   | 26   | 27   |
| 26   | 28   | 29   | 30   |      |      |      |      |

| Juli | Juli | Juli | Juli | Juli | Juli | Juli | Juli |
| Kw   | Mo   | Di   | Mi   | Do   | Fr   | Sa   | So   |
| ---- | ---- | ---- | ---- | ---- | ---- | ---- | ---- |
| 26   |      |      |      | 1    | 2    | 3    | 4    |
| 27   | 5    | 6    | 7    | 8    | 9    | 10   | 11   |
| 28   | 12   | 13   | 14   | 15   | 16   | 17   | 18   |
| 29   | 19   | 20   | 21   | 22   | 23   | 24   | 25   |
| 30   | 26   | 27   | 28   | 29   | 30   | 31   |      |

| August | August | August | August | August | August | August | August |
| Kw     | Mo     | Di     | Mi     | Do     | Fr     | Sa     | So     |
| ------ | ------ | ------ | ------ | ------ | ------ | ------ | ------ |
| 30     |        |        |        |        |        |        | 1      |
| 31     | 2      | 3      | 4      | 5      | 6      | 7      | 8      |
| 32     | 9      | 10     | 11     | 12     | 13     | 14     | 15     |
| 33     | 16     | 17     | 18     | 19     | 20     | 21     | 22     |
| 34     | 23     | 24     | 25     | 26     | 27     | 28     | 29     |
| 35     | 30     | 31     |        |        |        |        |        |

| September | September | September | September | September | September | September | September |
| Kw        | Mo        | Di        | Mi        | Do        | Fr        | Sa        | So        |
| --------- | --------- | --------- | --------- | --------- | --------- | --------- | --------- |
| 35        |           |           | 1         | 2         | 3         | 4         | 5         |
| 36        | 6         | 7         | 8         | 9         | 10        | 11        | 12        |
| 37        | 13        | 14        | 15        | 16        | 17        | 18        | 19        |
| 38        | 20        | 21        | 22        | 23        | 24        | 25        | 26        |
| 39        | 27        | 28        | 29        | 30        |           |           |           |

| Oktober | Oktober | Oktober | Oktober | Oktober | Oktober | Oktober | Oktober |
| Kw      | Mo      | Di      | Mi      | Do      | Fr      | Sa      | So      |
| ------- | ------- | ------- | ------- | ------- | ------- | ------- | ------- |
| 39      |         |         |         |         | 1       | 2       | 3       |
| 40      | 4       | 5       | 6       | 7       | 8       | 9       | 10      |
| 41      | 11      | 12      | 13      | 14      | 15      | 16      | 17      |
| 42      | 18      | 19      | 20      | 21      | 22      | 23      | 24      |
| 43      | 25      | 26      | 27      | 28      | 29      | 30      | 31      |

| November | November | November | November | November | November | November | November |
| Kw       | Mo       | Di       | Mi       | Do       | Fr       | Sa       | So       |
| -------- | -------- | -------- | -------- | -------- | -------- | -------- | -------- |
| 44       | 1        | 2        | 3        | 4        | 5        | 6        | 7        |
| 45       | 8        | 9        | 10       | 11       | 12       | 13       | 14       |
| 46       | 15       | 16       | 17       | 18       | 19       | 20       | 21       |
| 47       | 22       | 23       | 24       | 25       | 26       | 27       | 28       |
| 48       | 29       | 30       |          |          |          |          |          |

| Dezember | Dezember | Dezember | Dezember | Dezember | Dezember | Dezember | Dezember |
| Kw       | Mo       | Di       | Mi       | Do       | Fr       | Sa       | So       |
| -------- | -------- | -------- | -------- | -------- | -------- | -------- | -------- |
| 48       |          |          | 1        | 2        | 3        | 4        | 5        |
| 49       | 6        | 7        | 8        | 9        | 10       | 11       | 12       |
| 50       | 13       | 14       | 15       | 16       | 17       | 18       | 19       |
| 51       | 20       | 21       | 22       | 23       | 24       | 25       | 26       |
| 52       | 27       | 28       | 29       | 30       | 31       |          |          |

## Ereignisse

### Politik und Weltgeschehen

#### Portugiesisch-Indien

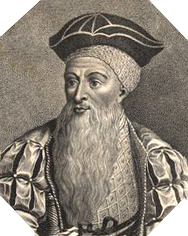
Afonso de Albuquerque

Eine portugiesische Flotte unter Tristão da Cunha und Afonso de Albuquerque erobert den am Eingang zum Persischen Golf gelegenen, strategisch wichtigen Stützpunkt Hormus, die Städte Maskat und Suhar sowie die Inseln Sokotra von den Arabern und beginnen dort mit der Errichtung einer Festung zur Sicherung des Seewegs nach Portugiesisch-Indien.

#### Navarra
Der Graf von Lerín erhebt sich gegen Jean d’Albret, König von Navarra, und seine Frau Katharina. Der verbannte Cesare Borgia, Schwager von d’Albret, wird zur Niederschlagung des Aufstandes ausgeschickt. Bei der Belagerung von Viana kommt dieser am 12. März in einem Hinterhalt nahe Mendavia ums Leben, den er erkannt, aber ignoriert haben soll. Der Aufstand, eine Nachwirkung des Navarresischen Bürgerkriegs, dauert in den nächsten Jahren an und führt zu einer entscheidenden Schwächung Navarras und in der Folge zum Verlust seiner Unabhängigkeit.

#### Monaco

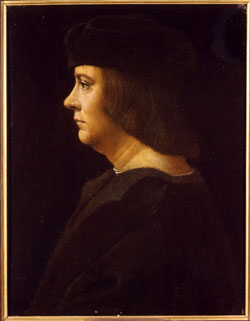
Lucien de Monaco

Mit Hilfe piemontesischer und französischer Truppen gelingt es Lucien von Monaco am 19. März die Republik Genua, die die Herrschaft seit 100 Tagen belagert, in einer großen Schlacht zu schlagen, bei der die Festung und ein Großteil des Hafens zerstört werden.
Im gleichen Jahr versucht der französische König Ludwig XII. Monaco zu erwerben und nimmt Lucien gefangen. Dessen Bruder Augustin, Bischof von Grasse, übernimmt die Verwaltung der Herrschaft. Er lässt Experten kommen, um den Wert Monacos zu schätzen. Daraus ergibt sich ein Wert von 166.000 Dukaten, die sich Ludwig nicht leisten kann. Auf den Tausch Monacos gegen andere Lehnsgüter lässt sich Augustin nicht ein.

#### Heiliges Römisches Reich
- Jobst II. wird nach dem Tod seines Vaters Jobst I. am 6. Januar Graf von Hoya. Seine Mutter, Ermengard zur Lippe sowie die Grafen von Spiegelberg und die Edelherren von Diepholz übernehmen die Vormundschaft für den minderjährigen Grafen.

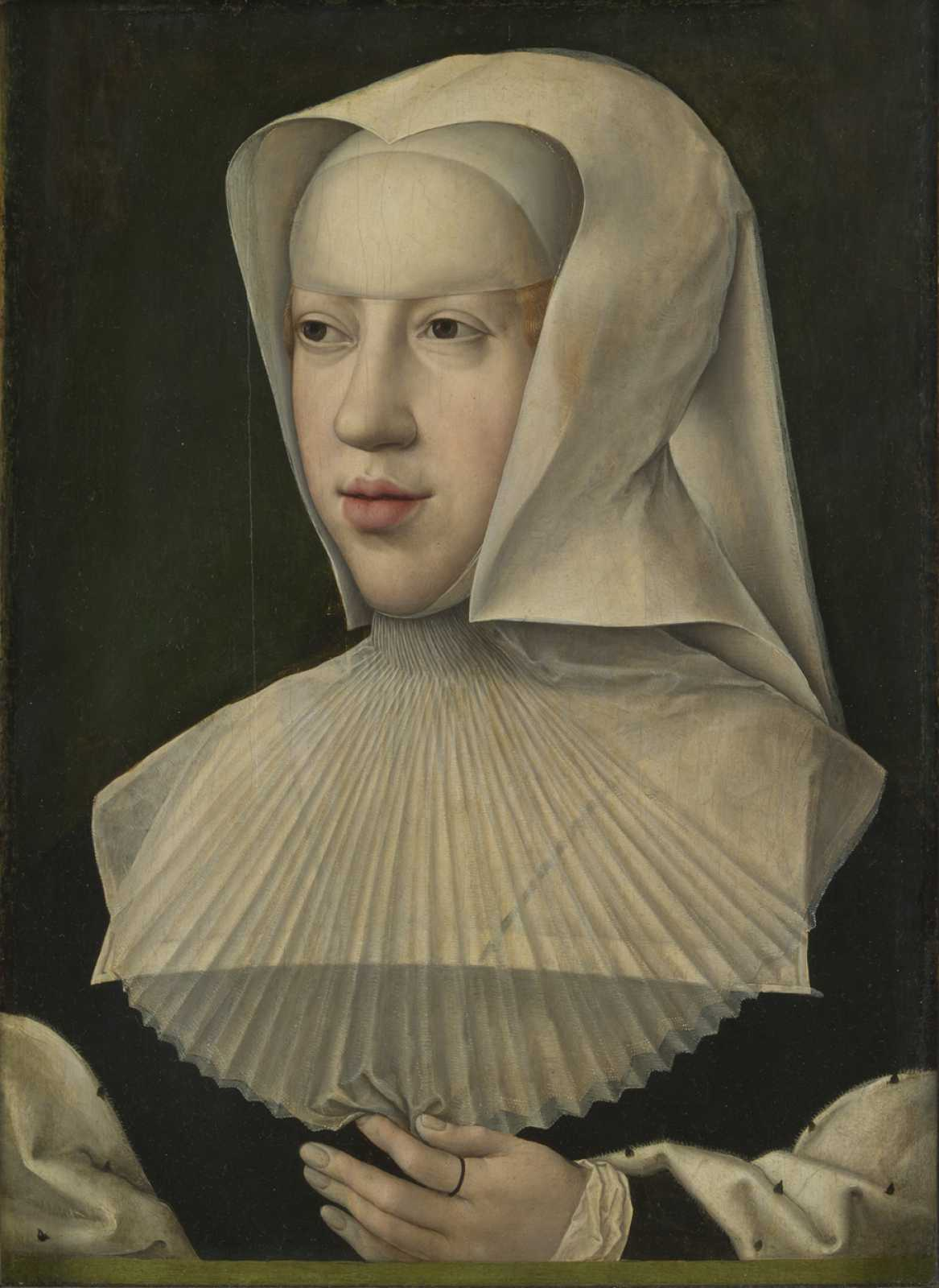
Margarete von Österreich, Gemälde von Bernard van Orley

- Margarete von Österreich wird von ihrem Vater Maximilian I. am 18. März zur Statthalterin der habsburgischen Niederlande ernannt. Außerdem wird sie Vormund und Erzieherin ihres Neffen Karl, sowie ihrer Nichten Eleonore von Kastilien, Isabella und Maria. Die Politik der einzigen Tochter Marias von Burgund ist auf die Rückgewinnung der Herzogtümer Burgund und Geldern gerichtet. Darin wird sie vor allem von ihrem Berater Mercurino Arborio di Gattinara unterstützt.
- 30. April bis 26. Juli: In Konstanz tagt der Reichstag.[1]
- 8. August: Vor seiner Abreise aus Konstanz ernennt Maximilian I. den sächsischen Kurfürsten Friedrich den Weisen zum Reichsvikar (vicarius imperii) bzw. Reichsgeneralstatthalter (Imperique locumtenens generalis). Dieser lässt aus diesem Anlass erstmals den Locumtenenstaler prägen.
- 15. August: Magnus I. wird nach dem Tod seines Vaters Johann IV. Herzog von Sachsen-Lauenburg.

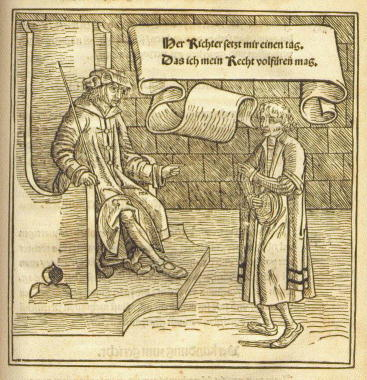
Titelblatt der Bambergensis

- Hans Pfeil gibt die Constitutio Criminalis Bambergensis (Bambergische Peinliche Halsgerichtsordnung) heraus, die von Johann Freiherr zu Schwarzenberg im Auftrag seines Bischofs Georg III. Schenk von Limpurg verfasste Halsgerichtsordnung für Bamberg. Sie regelt neben dem materiellen Strafrecht auch das Prozessrecht, wobei die peinliche Befragung zur Erlangung von Geständnissen konstitutiv enthalten ist. Sie ist geprägt vom Gedankengut italienischer Rechtsschulen (Römisches Recht) und ist Basis für die spätere Constitutio Criminalis Carolina Kaiser Karls V. von 1532.
- Ein Versuch der Söhne Giovanni II. Bentivoglios, das im Vorjahr von Papst Julius II. eroberte Bologna wieder in ihren Besitz zu bringen, scheitert.

#### Osteuropa
- März bis August: Ein weiterer Russisch-Litauischer Krieg beginnt. Als die Krimtataren im Sommer ihren Bündnisverpflichtungen entsprechend auf Moskauer Territorium vorstoßen, werden sie am 9. August an der Oka geschlagen und zum Rückzug gezwungen.

#### Schottland
- Papst Julius II. überreicht dem schottischen König James IV. ein Schwert, das heute als Reichsschwert Teil des Schottischen Kronschatzes ist.

#### Zentralasien

Porträt von Mohammed Scheibani, Behzād um 1507

- Die Usbeken unter Khan Mohammed Scheibani erobern Herat.

### Wirtschaft
- 23. Dezember: In einem Ratsbeschluss der Stadt Nordhausen am Harz über eine Branntweinsteuer wird der Nordhäuser Branntwein erstmals urkundlich erwähnt.

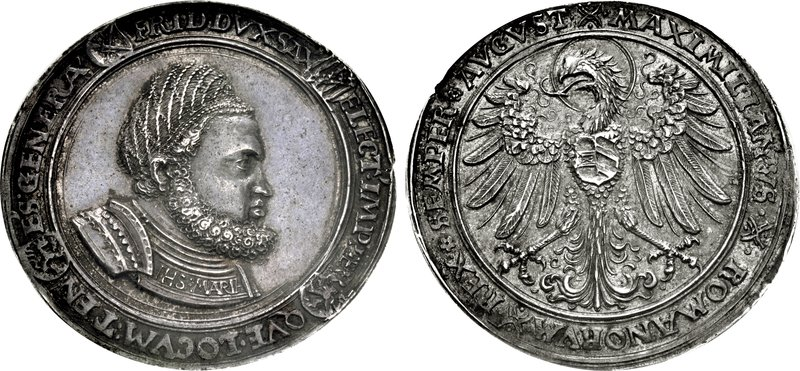
Locumtenenstaler, Schautaler Friedrichs des Weisen

- nach dem 8. August: Im Reich wird der Locumtenenstaler als Vikariatsmünze für den sächsischen Kurfürsten Friedrich den Weisen geprägt.
- Der Kammerzieler löst den 1495 eingeführten Gemeinen Pfennig als Steuer im Heiligen Römischen Reich ab, weil sich dieser nicht hat durchsetzen lassen.
- Lorenz Schöffer gründet in Ingolstadt die Brauerei Ingobräu.

### Wissenschaft und Technik

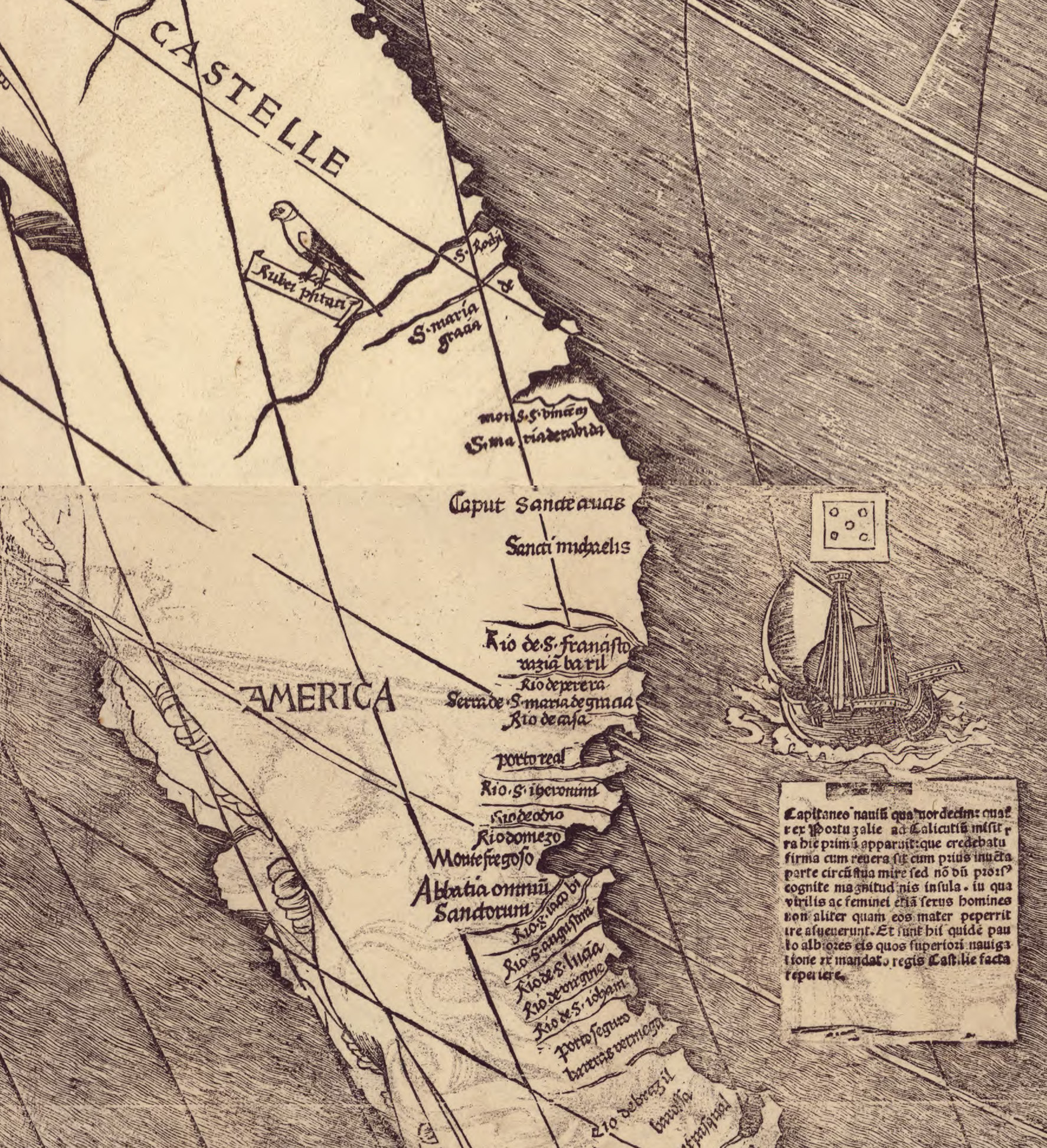
Detail der Karte, auf der sich die Bezeichnung „America“ zum ersten Mal findet

Der deutsche Kartograph Martin Waldseemüller erstellt mit Hilfe seines Partners Matthias Ringmann eine Weltkarte. Sie ist zusammen mit einem Erdglobus und einer Beischrift als dreiteiliges Projekt anzusehen, dem Waldseemüller den lateinischen Namen Universalis cosmographia secundum Ptholomaei traditionem et Americi Vespucii aliorumque lustrationes (Die vollständige Kosmografie nach der Überlieferung des Ptolemäus und nach Amerigo Vespucci sowie nach anderen Abbildungen) gibt. Auf Vorschlag Ringmanns benennen die beiden Gelehrten die neu entdeckten Länder im Westen nach dem Vornamen des Amerigo Vespucci, womit zum ersten Mal der Name America für den Kontinent auf einer Karte erscheint.
Die Annalen des Tacitus werden im Kloster Corvey wiederentdeckt. Darin finden sich unter anderem Abschnitte über die Varusschlacht und den Cherusker Arminius.
Nach mehr als sechsjähriger Reise durch Asien tritt Ludovico de Varthema am 6. Dezember an Bord eines portugiesischen Schiffes von Cannanore in Portugiesisch-Indien aus seine Heimreise nach Europa an, die ihn um das Kap der Guten Hoffnung führt.

### Kultur und Gesellschaft
| Kultur | Kultur |
| --- | ------ |
| - Cinquecento in Italien - Renaissance - Hochrenaissance in Italien - Frührenaissance im deutschsprachigen Raum - Spätgotik - Manuelinik in Portugal - Isabellinischer Stil und Plateresker Stil in Spanien |        |

#### Literatur und Bildende Kunst

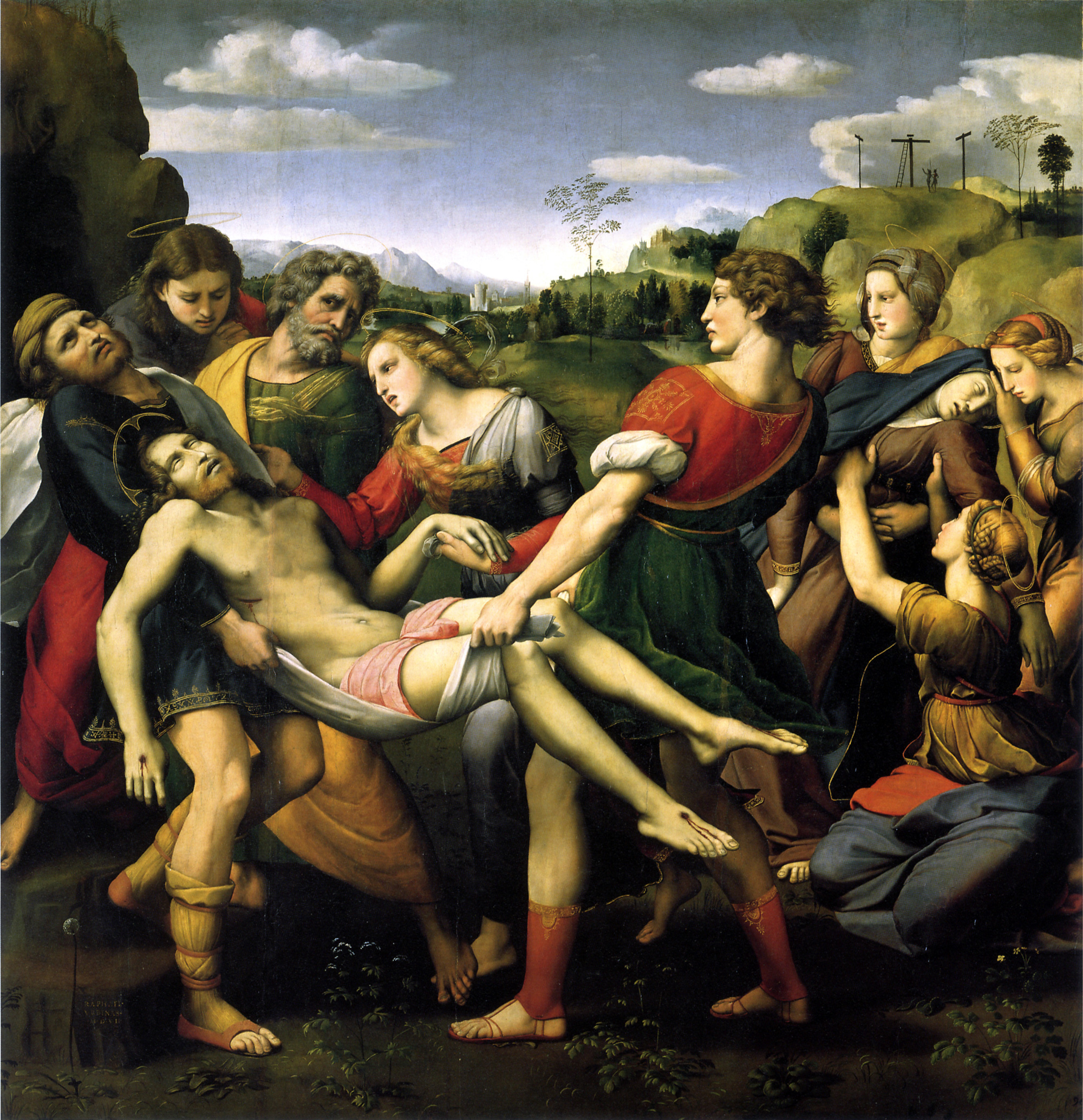
Raffael, Grablegung Christi

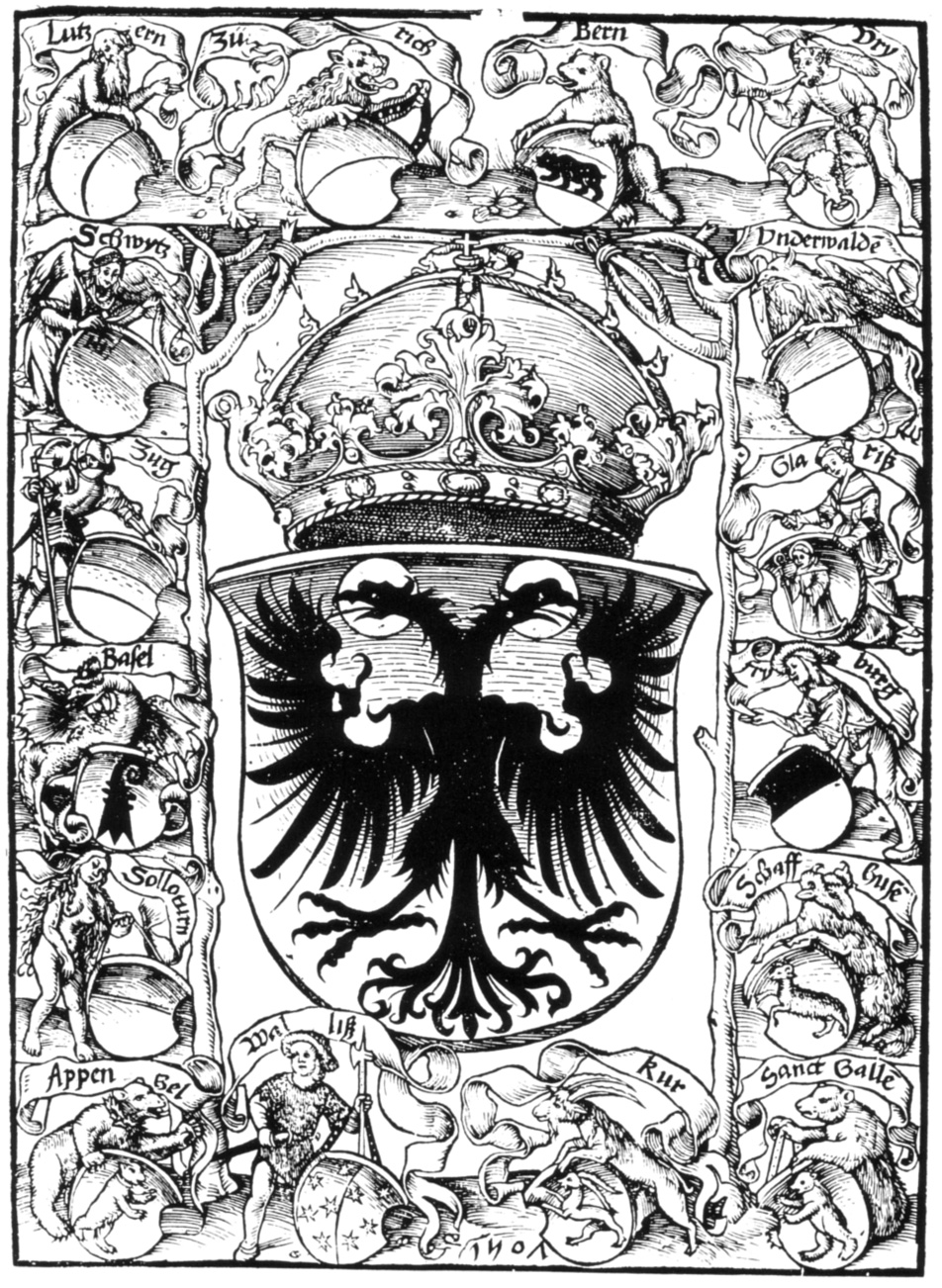
Deckblatt der Etterlin-Chronik

### Erstes Halbjahr

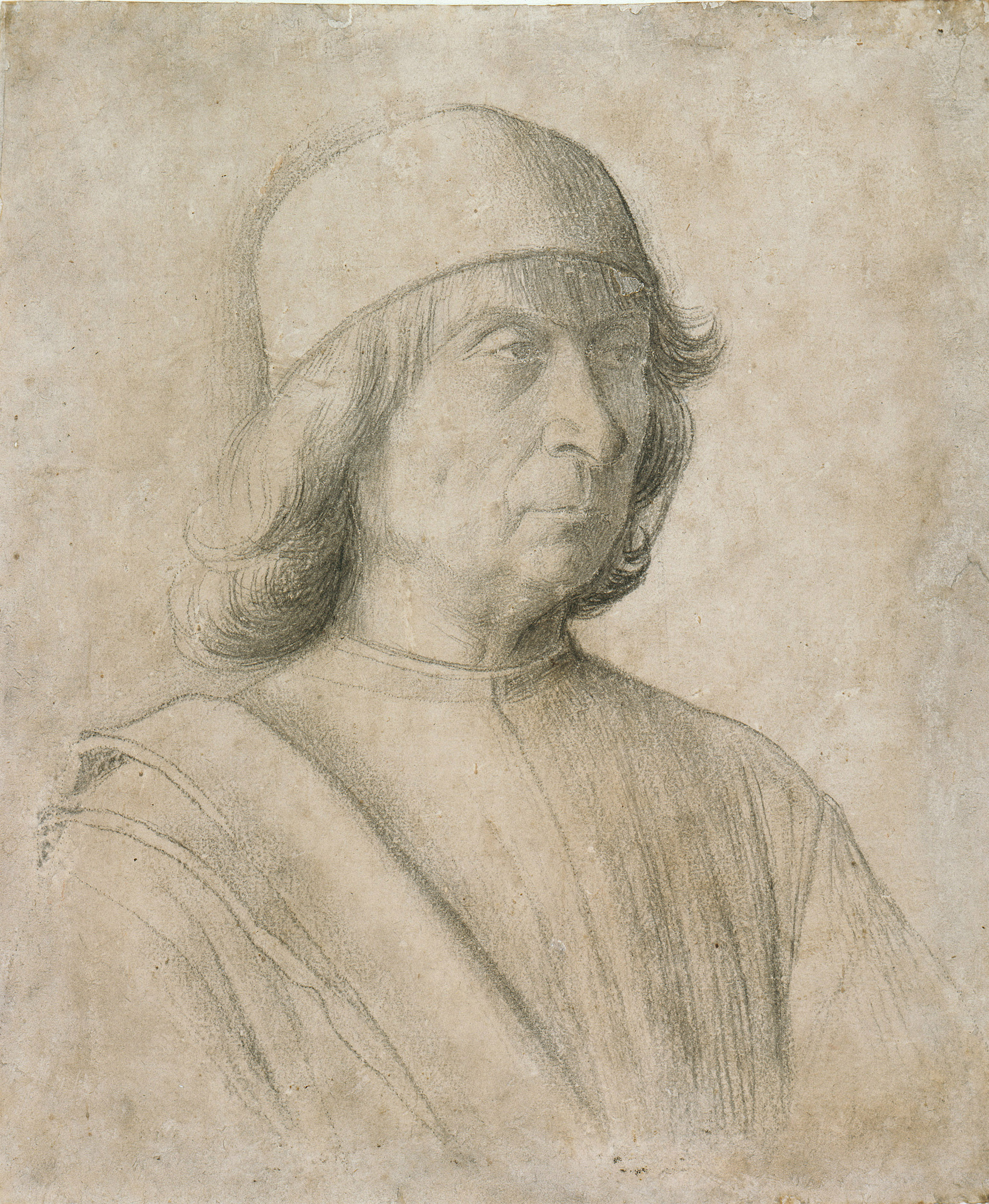
Gentile Bellini, Selbstporträt

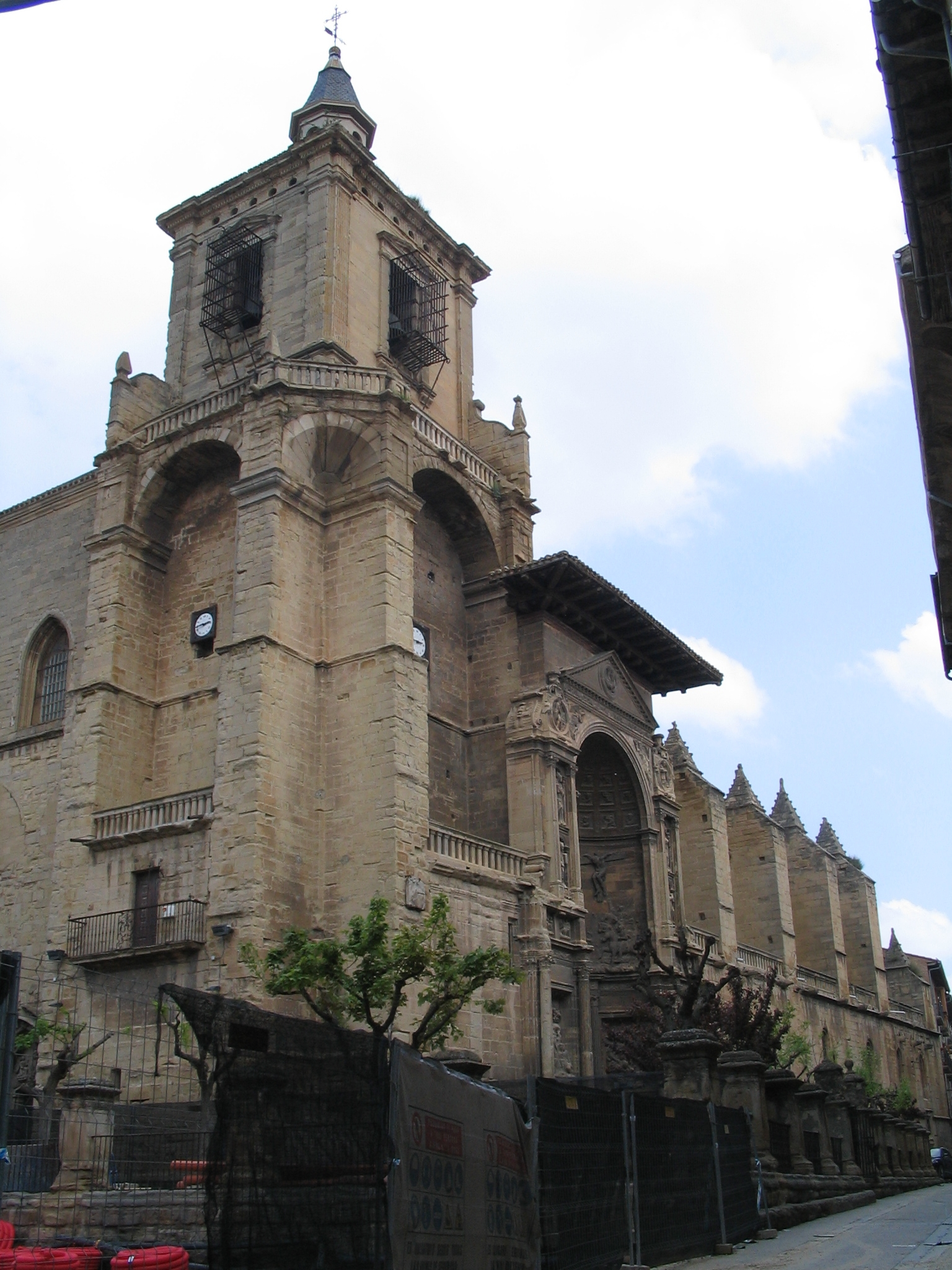
Kirche Santa María in Viana, der ursprüngliche Beisetzungsort Cesare Borgias

#### Aztekischer Kalender
Im Aztekenreich findet Ende Januar/Anfang Februar unter der Herrschaft Moctezumas II. die letzte Neufeuerzeremonie unter dem Sternzeichen des Feuerbohrers statt. Damit wird der Wechsel der 52-Jahres-Zyklen des Aztekischen Kalenders gefeiert.